# Dmytro Dubilet
Dmytro Oleksandrovych Dubilet (en ukrainien : Дмитро Олександрович Дубілет ; né le 27 mai 1985) est un banquier ukrainien, homme d'affaires, fondateur de Monobank, la première banque mobile d'Ukraine, et homme politique. 
Le 29 août 2019, il est nommé ministre du Cabinet des ministres. Fin 2019, il quitte le secteur bancaire du fait de son entrée au gouvernement d'Oleksiy Hontcharouk, avec qui il a travaillé jusqu'en mars 2020.  

## Biographie
Dmytro Dubilet est né et a grandi à Dnipro. Il est diplômé de l'Institut des relations internationales de l'Université nationale Taras-Chevtchenko de Kiev (2006). Il a également étudié à la London Business School (2011).
Depuis 1999, il a occupé divers postes, principalement dans le secteur bancaire.
De 2012 à 2016, Dubilet est CIO pour PrivatBank.
Depuis 2015, Dubilet a commencé à développer le portail iGov, qui vise à lutter contre la corruption et à fournir des services gouvernementaux de base en ligne.
En 2017, il cofonde Fintech Band, qui a lancé Monobank, banque mobile sur la base juridique de la banque universelle,.
Il est un ancien conseiller du chef du service de sécurité de l'Ukraine Ivan Bakanov.